# Termes romanes de Caesaraugusta

Caesaraugusta sobre un plànol modern de Saragossa
1.- Decumanus
2.- Cardo
3.- Fòrum
4.- Port fluvial
5.- Termes públiques
6.- Teatre
7.- Muralla

Les termes romanes de Caesaraugusta es van construir a la Colònia Caesar Augusta, a la província Hispània Citerior / Tarraconensis pertanyent a l'Imperi Romà, actualment denominada Saragossa, (Espanya).

## Història i conservació

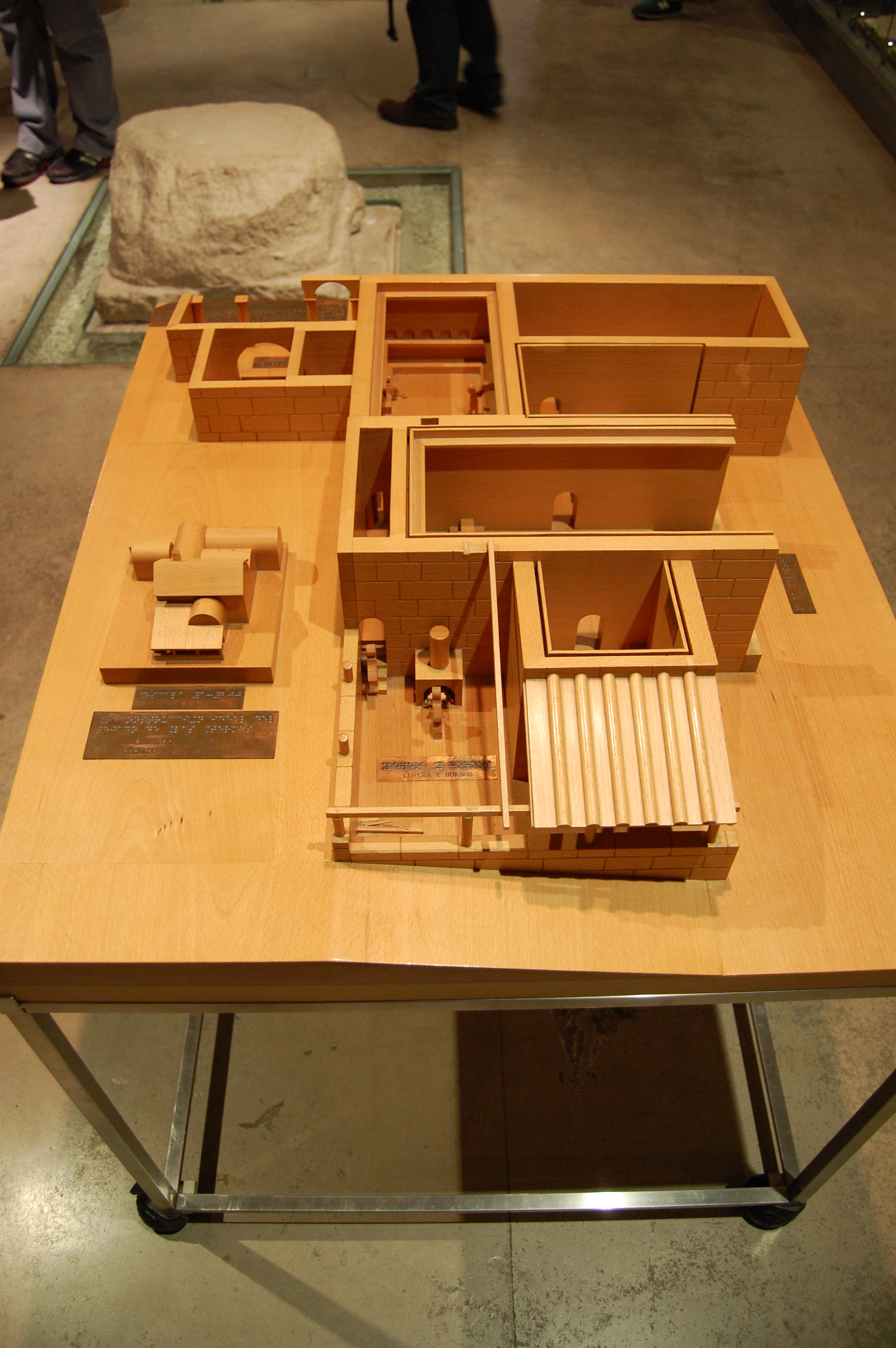
Maqueta de les termes. Museu de les Termes Públiques de Caesaraugusta

Les termes públiques van ser construïdes al segle i, en l'època de l'inici de la dinastia Júlio-Clàudia (amb Calígula o Claudi), i es van utilitzar fins al segle iv. S'han conservat restes de les latrines públiques i d'una piscina exterior que es va construir posteriorment en el mateix lloc.
Les restes més notòries són els de la natatio, que presenta columnates als seus costats. El sòl i les parets estaven revestides amb plaques de marbre, i decorades amb motius florals, tot això en l'estil del final de l'època de Júlio-Clàudia. El frigidarium es va tancar en els seus costats mitjançant formes absidals.
No és aquest l'única resta d'instal·lacions termals de Caesaraugusta del que queden testimonis, ja que s'han descobert canals de desguàs pertanyents a instal·lacions termals privades al carrer Prudencio i restes d'un caldarium i un frigidarium d'una vila suburbana situada a l'actual plaça del Pilar.